# 双突熊蛛
双突熊蛛（学名：Arctosa binalis）为狼蛛科熊蛛属的动物。在中国大陆，分布于江西、福建等地。该物种的模式产地在江西、福建。